# Collegio elettorale di Busto Arsizio (Senato della Repubblica)
Il collegio di Busto Arsizio fu un collegio elettorale uninominale della Repubblica Italiana appartenente alla Circoscrizione Lombardia; fu utilizzato per eleggere un senatore della Repubblica dalla I alla XIV legislatura, sebbene con forme diverse e sistemi elettorali diversi.

## Storia
Il collegio venne creato nel 1948 secondo la legge n. 29 del 6 febbraio 1948 la quale, pur basandosi sull'impianto proporzionale in vigore per la Camera, rispetto a quest'ultima conteneva alcuni piccoli correttivi in senso maggioritario. Tale legge ebbe il suo definitivo perfezionamento col Testo Unico n. 361 del 1957. Differentemente dalla Camera, la legge elettorale del Senato si articolava su base regionale, seguendo il dettato costituzionale (art.57). Ogni Regione era suddivisa in tanti collegi uninominali quanti erano i seggi ad essa assegnati. All'interno di ciascun collegio, veniva eletto il candidato che avesse raggiunto il quorum del 65% delle preferenze: tale soglia, oggettivamente di difficilissimo conseguimento, tradiva l'impianto proporzionale su cui era concepito anche il sistema elettorale della Camera Alta. Qualora, come normalmente avveniva, nessun candidato avesse conseguito l'elezione, i voti di tutti i candidati venivano raggruppati in liste di partito a livello regionale, dove i seggi venivano allocati utilizzando il metodo D'Hondt delle maggiori medie statistiche e quindi, all'interno di ciascuna lista, venivano dichiarati eletti i candidati con le migliori percentuali di preferenza.
Nel 1993, con la cosiddetta Legge Mattarella (Legge n. 276, Norme per l'elezione del Senato della Repubblica), attuata in seguito al referendum abrogativo del 1993, venne istituito per la Camera dei deputati e per il Senato della Repubblica un sistema di elezione misto, in parte maggioritario e in parte proporzionale. Il 75% dei parlamentari dell'assemblea veniva eletto in collegi uninominali tramite sistema maggioritario a turno unico; il restante 25% al Senato veniva eletto tramite recupero proporzionale dei più votati non eletti attraverso un meccanismo di calcolo denominato "scorporo", cioè sottraendo dal conteggio dei voti totali di una lista nella parte proporzionale i voti ottenuti dai candidati collegati alla medesima lista che erano eletti nei collegi uninominali con il sistema maggioritario.
Il collegio venne abolito insieme a tutti gli altri che costituivano il Senato con la promulgazione della legge elettorale successiva, la cosiddetta Legge Calderoli. Questa prevedeva un sistema proporzionale con premio di maggioranza, che al Senato veniva attribuito a livello regionale.

## 1948-1993

### Territorio
Il collegio di Busto Arsizio era uno dei 31 collegi uninominali in cui era suddivisa la Lombardia; comprendeva i seguenti comuni: Albizzate, Arsago Seprio, Besnate, Busto Arsizio, Cairate, Cardano al Campo, Caronno Pertusella, Casale Litta, Casorate Sempione, Cassano Magnago, Castellanza, Cavaria con Premezzo, Cislago, Fagnano Olona, Ferno, Gallarate, Gerenzano, Golasecca, Gorla Maggiore, Gorla Minore, Jerago con Orago, Lonate Ceppino, Lonate Pozzolo, Marnate, Mornago, Oggiona con Santo Stefano, Olgiate Olona, Origgio, Samarate, Saronno, Solbiate Olona, Somma Lombardo, Sumirago, Uboldo e Vizzola Ticino.

### Dati elettorali

#### I legislatura
|                                                                                | Natale Santero ✔️ Eletto | Democrazia Cristiana                             | 67 338  | 53,64 |  |  |  |  |  |
|                                                                                | Gaspare Campagna         | Fronte Democratico Popolare                      | 41 292  | 32,89 |  |  |  |  |  |
|                                                                                | Carlo Azzimonti          | Unità Socialista - Partito Repubblicano Italiano | 16 917  | 13,47 |  |  |  |  |  |
| Totale                                                                         | Totale                   | Totale                                           | 125 547 | 100   |  |  |  |  |  |
|                                                                                |                          |                                                  |         |       |  |  |  |  |  |
| Voti non validi                                                                | Voti non validi          | Voti non validi                                  | 5 812   | 4,42  |  |  |  |  |  |
| Votanti                                                                        | Votanti                  | Votanti                                          | 131 359 | 96,04 |  |  |  |  |  |
| Elettori                                                                       | Elettori                 | Elettori                                         | 136 773 |       |  |  |  |  |  |
|                                                                                |                          |                                                  |         |       |  |  |  |  |  |
| Nota: quorum del 65% non raggiunto; ripartizione dei seggi a livello regionale |                          |                                                  |         |       |  |  |  |  |  |
| Data: 18 aprile 1948                                                           |                          |                                                  |         |       |  |  |  |  |  |
| Fonte: Ministero dell'interno                                                  |                          |                                                  |         |       |  |  |  |  |  |

#### II legislatura
|                                                                                | Natale Santero ✔️ Eletto  | Democrazia Cristiana                    | 67 230  | 48,24 |  |  |  |  |  |
|                                                                                | Mario Grampa ✔️ Eletto    | Partito Socialista Italiano             | 26 645  | 19,12 |  |  |  |  |  |
|                                                                                | Gaspare Campagna          | Partito Comunista Italiano              | 23 158  | 16,62 |  |  |  |  |  |
|                                                                                | Riccardo Momigliano       | Partito Socialista Democratico Italiano | 7 966   | 5,72  |  |  |  |  |  |
|                                                                                | Benigno Crespi            | Partito Nazionale Monarchico            | 5 564   | 3,99  |  |  |  |  |  |
|                                                                                | Giovanni Battista Ceriani | Movimento Sociale Italiano              | 3 994   | 2,87  |  |  |  |  |  |
|                                                                                | Michelangelo Casalicchio  | Partito Liberale Italiano               | 1 766   | 1,27  |  |  |  |  |  |
|                                                                                | Piero Calamandrei         | Unità Popolare                          | 1 624   | 1,17  |  |  |  |  |  |
|                                                                                | Bernardino Roberto        | Partito Repubblicano Italiano           | 1 016   | 0,73  |  |  |  |  |  |
|                                                                                | Orfeo Cecchi              | Alleanza Democratica Nazionale          | 413     | 0,30  |  |  |  |  |  |
| Totale                                                                         | Totale                    | Totale                                  | 139 376 | 100   |  |  |  |  |  |
|                                                                                |                           |                                         |         |       |  |  |  |  |  |
| Voti non validi                                                                | Voti non validi           | Voti non validi                         | 5 524   | 3,81  |  |  |  |  |  |
| Votanti                                                                        | Votanti                   | Votanti                                 | 144 900 | 97,36 |  |  |  |  |  |
| Elettori                                                                       | Elettori                  | Elettori                                | 148 826 |       |  |  |  |  |  |
|                                                                                |                           |                                         |         |       |  |  |  |  |  |
| Nota: quorum del 65% non raggiunto; ripartizione dei seggi a livello regionale |                           |                                         |         |       |  |  |  |  |  |
| Data: 7 giugno 1953                                                            |                           |                                         |         |       |  |  |  |  |  |
| Fonte: Ministero dell'interno                                                  |                           |                                         |         |       |  |  |  |  |  |

#### III legislatura
|                                                                                | Natale Santero ✔️ Eletto   | Democrazia Cristiana                    | 74 425  | 47,84 |  |  |  |  |  |
|                                                                                | Mario Grampa ✔️ Eletto     | Partito Socialista Italiano             | 35 600  | 22,88 |  |  |  |  |  |
|                                                                                | Gaspare Campagna           | Partito Comunista Italiano              | 21 435  | 13,78 |  |  |  |  |  |
|                                                                                | Ugo Brebbia                | Partito Socialista Democratico Italiano | 9 618   | 6,18  |  |  |  |  |  |
|                                                                                | Bruno Antonio Cerana       | Partito Liberale Italiano               | 5 107   | 3,28  |  |  |  |  |  |
|                                                                                | Nicolò Falco               | Movimento Sociale Italiano              | 4 323   | 2,78  |  |  |  |  |  |
|                                                                                | Emilio Giuseppe Garavaglia | Partito Nazionale Monarchico            | 4 213   | 2,71  |  |  |  |  |  |
|                                                                                | Adolfo Secondo Nizzi       | PRI - PR                                | 850     | 0,55  |  |  |  |  |  |
| Totale                                                                         | Totale                     | Totale                                  | 155 571 | 100   |  |  |  |  |  |
|                                                                                |                            |                                         |         |       |  |  |  |  |  |
| Voti non validi                                                                | Voti non validi            | Voti non validi                         | 6 690   | 4,12  |  |  |  |  |  |
| Votanti                                                                        | Votanti                    | Votanti                                 | 162 261 | 97,96 |  |  |  |  |  |
| Elettori                                                                       | Elettori                   | Elettori                                | 165 637 |       |  |  |  |  |  |
|                                                                                |                            |                                         |         |       |  |  |  |  |  |
| Nota: quorum del 65% non raggiunto; ripartizione dei seggi a livello regionale |                            |                                         |         |       |  |  |  |  |  |
| Data: 25 maggio 1958                                                           |                            |                                         |         |       |  |  |  |  |  |
| Fonte: Ministero dell'interno                                                  |                            |                                         |         |       |  |  |  |  |  |

#### IV legislatura
|                                                                                | Natale Santero ✔️ Eletto | Democrazia Cristiana                             | 76 587  | 43,15 |  |  |  |  |  |
|                                                                                | Guido Canziani ✔️ Eletto | Partito Socialista Italiano                      | 34 799  | 19,61 |  |  |  |  |  |
|                                                                                | Giovanni Grilli          | Partito Comunista Italiano                       | 32 037  | 18,05 |  |  |  |  |  |
|                                                                                | G. Macchi                | Partito Liberale Italiano                        | 14 188  | 7,99  |  |  |  |  |  |
|                                                                                | P. Fadda                 | Partito Socialista Democratico Italiano          | 11 684  | 6,58  |  |  |  |  |  |
|                                                                                | Luigi Bombaglio          | Movimento Sociale Italiano                       | 5 473   | 3,08  |  |  |  |  |  |
|                                                                                | A. Fedele                | Partito Democratico Italiano di Unità Monarchica | 2 730   | 1,54  |  |  |  |  |  |
| Totale                                                                         | Totale                   | Totale                                           | 177 498 | 100   |  |  |  |  |  |
|                                                                                |                          |                                                  |         |       |  |  |  |  |  |
| Voti non validi                                                                | Voti non validi          | Voti non validi                                  | 7 400   | 4,00  |  |  |  |  |  |
| Votanti                                                                        | Votanti                  | Votanti                                          | 184 898 | 97,76 |  |  |  |  |  |
| Elettori                                                                       | Elettori                 | Elettori                                         | 189 130 |       |  |  |  |  |  |
|                                                                                |                          |                                                  |         |       |  |  |  |  |  |
| Nota: quorum del 65% non raggiunto; ripartizione dei seggi a livello regionale |                          |                                                  |         |       |  |  |  |  |  |
| Data: 28 aprile 1963                                                           |                          |                                                  |         |       |  |  |  |  |  |
| Fonte: Ministero dell'interno                                                  |                          |                                                  |         |       |  |  |  |  |  |

#### V legislatura
|                                                                                | Natale Santero ✔️ Eletto  | Democrazia Cristiana          | 90 181  | 45,25 |  |  |  |  |  |
|                                                                                | L. G. Giornazzi           | PCI - PSIUP                   | 47 253  | 23,71 |  |  |  |  |  |
|                                                                                | Michele Zuccalà ✔️ Eletto | PSI-PSDI Unificati            | 38 215  | 19,17 |  |  |  |  |  |
|                                                                                | G. Macchi                 | Partito Liberale Italiano     | 16 637  | 8,35  |  |  |  |  |  |
|                                                                                | F. Guerrieri              | Movimento Sociale Italiano    | 5 345   | 2,68  |  |  |  |  |  |
|                                                                                | L. Chiriatti              | Partito Repubblicano Italiano | 1 666   | 0,84  |  |  |  |  |  |
| Totale                                                                         | Totale                    | Totale                        | 199 297 | 100   |  |  |  |  |  |
|                                                                                |                           |                               |         |       |  |  |  |  |  |
| Voti non validi                                                                | Voti non validi           | Voti non validi               | 6 691   | 3,25  |  |  |  |  |  |
| Votanti                                                                        | Votanti                   | Votanti                       | 205 988 | 97,71 |  |  |  |  |  |
| Elettori                                                                       | Elettori                  | Elettori                      | 210 806 |       |  |  |  |  |  |
|                                                                                |                           |                               |         |       |  |  |  |  |  |
| Nota: quorum del 65% non raggiunto; ripartizione dei seggi a livello regionale |                           |                               |         |       |  |  |  |  |  |
| Data: 19 maggio 1968                                                           |                           |                               |         |       |  |  |  |  |  |
| Fonte: Ministero dell'interno                                                  |                           |                               |         |       |  |  |  |  |  |

#### VI legislatura
|                                                                                | Pierino Azimonti ✔️ Eletto | Democrazia Cristiana                    | 92 741  | 43,80 |  |  |  |  |  |
|                                                                                | G. M. Albani               | PCI - PSIUP                             | 45 036  | 21,27 |  |  |  |  |  |
|                                                                                | Michele Zuccalà ✔️ Eletto  | Partito Socialista Italiano             | 32 574  | 15,39 |  |  |  |  |  |
|                                                                                | B. Grampa                  | Partito Socialista Democratico Italiano | 13 476  | 6,37  |  |  |  |  |  |
|                                                                                | Luigi F. A. Bombaglio      | Movimento Sociale Italiano              | 11 053  | 5,22  |  |  |  |  |  |
|                                                                                | A. Cerana                  | Partito Liberale Italiano               | 10 907  | 5,15  |  |  |  |  |  |
|                                                                                | L. Chiriatti               | Partito Repubblicano Italiano           | 5 931   | 2,80  |  |  |  |  |  |
| Totale                                                                         | Totale                     | Totale                                  | 211 718 | 100   |  |  |  |  |  |
|                                                                                |                            |                                         |         |       |  |  |  |  |  |
| Voti non validi                                                                | Voti non validi            | Voti non validi                         | 9 512   | 4,30  |  |  |  |  |  |
| Votanti                                                                        | Votanti                    | Votanti                                 | 221 230 | 97,90 |  |  |  |  |  |
| Elettori                                                                       | Elettori                   | Elettori                                | 225 966 |       |  |  |  |  |  |
|                                                                                |                            |                                         |         |       |  |  |  |  |  |
| Nota: quorum del 65% non raggiunto; ripartizione dei seggi a livello regionale |                            |                                         |         |       |  |  |  |  |  |
| Data: 7 maggio 1972                                                            |                            |                                         |         |       |  |  |  |  |  |
| Fonte: Ministero dell'interno                                                  |                            |                                         |         |       |  |  |  |  |  |

#### VII legislatura
|                                                                                | Gian Pietro Rossi ✔️ Eletto        | Democrazia Cristiana                    | 99 497  | 44,07 |  |  |  |  |  |
|                                                                                | Modesto Gaetano Merzario ✔️ Eletto | Partito Comunista Italiano              | 66 762  | 29,57 |  |  |  |  |  |
|                                                                                | Gian Carlo Giordano D'Agostino     | Partito Socialista Italiano             | 26 092  | 11,56 |  |  |  |  |  |
|                                                                                | Italo Rosa                         | Partito Socialista Democratico Italiano | 9 238   | 4,09  |  |  |  |  |  |
|                                                                                | Carlo Galluppi                     | Partito Repubblicano Italiano           | 8 078   | 3,58  |  |  |  |  |  |
|                                                                                | Timoteo Iarussi                    | Movimento Sociale Italiano              | 7 842   | 3,47  |  |  |  |  |  |
|                                                                                | Mario Ballarati                    | Partito Liberale Italiano               | 3 714   | 1,64  |  |  |  |  |  |
|                                                                                | Leonida Calamida                   | Democrazia Proletaria                   | 2 859   | 1,27  |  |  |  |  |  |
|                                                                                | Janine Renoux Monti                | Partito Radicale                        | 1 704   | 0,75  |  |  |  |  |  |
| Totale                                                                         | Totale                             | Totale                                  | 225 786 | 100   |  |  |  |  |  |
|                                                                                |                                    |                                         |         |       |  |  |  |  |  |
| Voti non validi                                                                | Voti non validi                    | Voti non validi                         | 7 719   | 3,31  |  |  |  |  |  |
| Votanti                                                                        | Votanti                            | Votanti                                 | 233 505 | 96,89 |  |  |  |  |  |
| Elettori                                                                       | Elettori                           | Elettori                                | 241 011 |       |  |  |  |  |  |
|                                                                                |                                    |                                         |         |       |  |  |  |  |  |
| Nota: quorum del 65% non raggiunto; ripartizione dei seggi a livello regionale |                                    |                                         |         |       |  |  |  |  |  |
| Data: 20 giugno 1976                                                           |                                    |                                         |         |       |  |  |  |  |  |
| Fonte: Ministero dell'interno                                                  |                                    |                                         |         |       |  |  |  |  |  |

#### VIII legislatura
|                                                                                | Gian Pietro Rossi ✔️ Eletto | Democrazia Cristiana                         | 96 580  | 42,39 |  |  |  |  |  |
|                                                                                | Giuseppe Gatti              | Partito Comunista Italiano                   | 63 251  | 27,76 |  |  |  |  |  |
|                                                                                | Paolo Cavezzali             | Partito Socialista Italiano                  | 27 586  | 12,11 |  |  |  |  |  |
|                                                                                | Italo A. Rosa               | Partito Socialista Democratico Italiano      | 11 616  | 5,10  |  |  |  |  |  |
|                                                                                | Carlo Galluppi              | Partito Repubblicano Italiano                | 7 430   | 3,26  |  |  |  |  |  |
|                                                                                | Ercole Caimi                | Movimento Sociale Italiano                   | 7 255   | 3,18  |  |  |  |  |  |
|                                                                                | G. Laurini                  | Partito Radicale                             | 5 780   | 2,54  |  |  |  |  |  |
|                                                                                | M. A. P. Ballarati          | Partito Liberale Italiano                    | 5 759   | 2,53  |  |  |  |  |  |
|                                                                                | V. Basilico                 | Nuova Sinistra Unita                         | 1 469   | 0,64  |  |  |  |  |  |
|                                                                                | Casimiro Bonfiglio          | Costituente di Destra - Democrazia Nazionale | 1 118   | 0,49  |  |  |  |  |  |
| Totale                                                                         | Totale                      | Totale                                       | 227 844 | 100   |  |  |  |  |  |
|                                                                                |                             |                                              |         |       |  |  |  |  |  |
| Voti non validi                                                                | Voti non validi             | Voti non validi                              | 11 326  | 4,74  |  |  |  |  |  |
| Votanti                                                                        | Votanti                     | Votanti                                      | 239 170 | 96,08 |  |  |  |  |  |
| Elettori                                                                       | Elettori                    | Elettori                                     | 248 940 |       |  |  |  |  |  |
|                                                                                |                             |                                              |         |       |  |  |  |  |  |
| Nota: quorum del 65% non raggiunto; ripartizione dei seggi a livello regionale |                             |                                              |         |       |  |  |  |  |  |
| Data: 3 giugno 1979                                                            |                             |                                              |         |       |  |  |  |  |  |
| Fonte: Ministero dell'interno                                                  |                             |                                              |         |       |  |  |  |  |  |

#### IX legislatura
|                                                                                | Gian Pietro Rossi           | Democrazia Cristiana                    | 76 563  | 34,13 |  |  |  |  |  |
|                                                                                | Giuseppe Gatti              | Partito Comunista Italiano              | 58 438  | 26,05 |  |  |  |  |  |
|                                                                                | Andrea Buffoni ✔️ Eletto    | Partito Socialista Italiano             | 30 935  | 13,79 |  |  |  |  |  |
|                                                                                | Carlo Galluppi              | Partito Repubblicano Italiano           | 15 234  | 6,79  |  |  |  |  |  |
|                                                                                | Ercole Caimi                | Movimento Sociale Italiano              | 11 164  | 4,98  |  |  |  |  |  |
|                                                                                | Carlo Garavaglia            | Partito Socialista Democratico Italiano | 10 425  | 4,65  |  |  |  |  |  |
|                                                                                | Egidio Sterpa               | Partito Liberale Italiano               | 8 172   | 3,64  |  |  |  |  |  |
|                                                                                | Nunzio Gurciullo            | Partito Nazionale Pensionati            | 4 642   | 2,07  |  |  |  |  |  |
|                                                                                | Mario Signorino             | Partito Radicale                        | 4 191   | 1,87  |  |  |  |  |  |
|                                                                                | Vittorio Bellavite          | Democrazia Proletaria                   | 3 477   | 1,55  |  |  |  |  |  |
|                                                                                | Mariagrazia Crotti Viscardi | Lista per Trieste                       | 646     | 0,29  |  |  |  |  |  |
|                                                                                | Clementina Micheletti       | Partito Cristiano Azione Sociale        | 424     | 0,19  |  |  |  |  |  |
| Totale                                                                         | Totale                      | Totale                                  | 224 311 | 100   |  |  |  |  |  |
|                                                                                |                             |                                         |         |       |  |  |  |  |  |
| Voti non validi                                                                | Voti non validi             | Voti non validi                         | 16 378  | 6,80  |  |  |  |  |  |
| Votanti                                                                        | Votanti                     | Votanti                                 | 240 689 | 93,62 |  |  |  |  |  |
| Elettori                                                                       | Elettori                    | Elettori                                | 257 080 |       |  |  |  |  |  |
|                                                                                |                             |                                         |         |       |  |  |  |  |  |
| Nota: quorum del 65% non raggiunto; ripartizione dei seggi a livello regionale |                             |                                         |         |       |  |  |  |  |  |
| Data: 26 giugno 1983                                                           |                             |                                         |         |       |  |  |  |  |  |
| Fonte: Ministero dell'interno                                                  |                             |                                         |         |       |  |  |  |  |  |

#### X legislatura
|                                                                                | Augusto Rezzonico ✔️ Eletto | Democrazia Cristiana                    | 82 072  | 34,61 |  |  |  |  |  |
|                                                                                | Luigi Mombelli              | Partito Comunista Italiano              | 51 670  | 21,79 |  |  |  |  |  |
|                                                                                | S. Angiolini                | Partito Socialista Italiano             | 39 454  | 16,64 |  |  |  |  |  |
|                                                                                | G. Bianchi                  | Lega Lombarda                           | 14 830  | 6,25  |  |  |  |  |  |
|                                                                                | I. Albero                   | Movimento Sociale Italiano              | 10 343  | 4,36  |  |  |  |  |  |
|                                                                                | Giovanni Ferrara Salute     | Partito Repubblicano Italiano           | 8 831   | 3,72  |  |  |  |  |  |
|                                                                                | Italo Rosa                  | Partito Socialista Democratico Italiano | 7 654   | 3,23  |  |  |  |  |  |
|                                                                                | V. Lavazza                  | Lista Verde                             | 6 123   | 2,58  |  |  |  |  |  |
|                                                                                | Giovanni Brera              | Partito Radicale                        | 5 614   | 2,37  |  |  |  |  |  |
|                                                                                | G. C. Loraschi              | Partito Liberale Italiano               | 4 235   | 1,79  |  |  |  |  |  |
|                                                                                | Lidia Cirillo               | Democrazia Proletaria                   | 3 876   | 1,63  |  |  |  |  |  |
|                                                                                | G. Zamperini                | Liga Veneta-Pensionati Uniti            | 2 037   | 0,86  |  |  |  |  |  |
|                                                                                | C. Braccini                 | Alleanza Popolare Pensionati            | 374     | 0,16  |  |  |  |  |  |
| Totale                                                                         | Totale                      | Totale                                  | 237 113 | 100   |  |  |  |  |  |
|                                                                                |                             |                                         |         |       |  |  |  |  |  |
| Voti non validi                                                                | Voti non validi             | Voti non validi                         | 11 962  | 4,80  |  |  |  |  |  |
| Votanti                                                                        | Votanti                     | Votanti                                 | 249 075 | 93,57 |  |  |  |  |  |
| Elettori                                                                       | Elettori                    | Elettori                                | 266 187 |       |  |  |  |  |  |
|                                                                                |                             |                                         |         |       |  |  |  |  |  |
| Nota: quorum del 65% non raggiunto; ripartizione dei seggi a livello regionale |                             |                                         |         |       |  |  |  |  |  |
| Data: 14 giugno 1987                                                           |                             |                                         |         |       |  |  |  |  |  |
| Fonte: Ministero dell'interno                                                  |                             |                                         |         |       |  |  |  |  |  |

#### XI legislatura
|                                                                                | Francesco Enrico Speroni ✔️ Eletto | Lega Lombarda                           | 69 838  | 27,82 |  |  |  |  |  |
|                                                                                | Augusto Rezzonico                  | Democrazia Cristiana                    | 60 747  | 24,20 |  |  |  |  |  |
|                                                                                | Giovanni Cuojati                   | Partito Socialista Italiano             | 31 530  | 12,56 |  |  |  |  |  |
|                                                                                | Angela Cristina Tablino Possio     | Partito Democratico della Sinistra      | 24 951  | 9,94  |  |  |  |  |  |
|                                                                                | Gaetano Cattaneo                   | Partito della Rifondazione Comunista    | 12 187  | 4,86  |  |  |  |  |  |
|                                                                                | Vittorio Celiento                  | Partito Repubblicano Italiano           | 8 005   | 3,19  |  |  |  |  |  |
|                                                                                | Francesco Corleone                 | Federazione dei Verdi                   | 7 726   | 3,08  |  |  |  |  |  |
|                                                                                | Italo Albrizio                     | Movimento Sociale Italiano              | 7 690   | 3,06  |  |  |  |  |  |
|                                                                                | Luigi Romano Selvini               | Partito Liberale Italiano               | 5 687   | 2,27  |  |  |  |  |  |
|                                                                                | Fiamma Paoli                       | Lega Alpina Lumbarda                    | 4 412   | 1,76  |  |  |  |  |  |
|                                                                                | Giannina Barbati                   | La Lega Casalinghe-Pensionati           | 2 922   | 1,16  |  |  |  |  |  |
|                                                                                | Roberto Cicciomessere              | Lista Marco Pannella                    | 2 724   | 1,09  |  |  |  |  |  |
|                                                                                | Donato Castiglioni                 | Partito Socialista Democratico Italiano | 2 619   | 1,04  |  |  |  |  |  |
|                                                                                | Angelo Proserpio                   | Sì Referendum                           | 2 493   | 0,99  |  |  |  |  |  |
|                                                                                | Lucia Boroni                       | Partito Pensionati                      | 2 462   | 0,98  |  |  |  |  |  |
|                                                                                | Maria Antonietta Favetti           | Lega Lombardia Europea                  | 2 165   | 0,86  |  |  |  |  |  |
|                                                                                | Pierangelo Brivio                  | Alleanza Lombarda Autonomia             | 1 761   | 0,70  |  |  |  |  |  |
|                                                                                | Orazio Delfini                     | Caccia Pesca Ambiente                   | 502     | 0,20  |  |  |  |  |  |
|                                                                                | Sante Latorre                      | Federalismo - Pensionati Uomini Vivi    | 363     | 0,14  |  |  |  |  |  |
|                                                                                | Attilio Carelli                    | Movimento Fascismo e Libertà            | 220     | 0,09  |  |  |  |  |  |
| Totale                                                                         | Totale                             | Totale                                  | 251 014 | 100   |  |  |  |  |  |
|                                                                                |                                    |                                         |         |       |  |  |  |  |  |
| Voti non validi                                                                | Voti non validi                    | Voti non validi                         | 12 134  | 4,61  |  |  |  |  |  |
| Votanti                                                                        | Votanti                            | Votanti                                 | 263 148 | 92,92 |  |  |  |  |  |
| Elettori                                                                       | Elettori                           | Elettori                                | 283 184 |       |  |  |  |  |  |
|                                                                                |                                    |                                         |         |       |  |  |  |  |  |
| Nota: quorum del 65% non raggiunto; ripartizione dei seggi a livello regionale |                                    |                                         |         |       |  |  |  |  |  |
| Data: 5 aprile 1992                                                            |                                    |                                         |         |       |  |  |  |  |  |
| Fonte: Ministero dell'interno                                                  |                                    |                                         |         |       |  |  |  |  |  |

## 1993-2005

### Territorio
Il collegio di Busto Arsizio era uno dei 35 collegi uninominali in cui era suddivisa la Lombardia; come previsto dal D.Lgs. del 20 dicembre 1993 n. 535, e comprendeva i seguenti comuni: Busto Arsizio, Cardano al Campo, Caronno Pertusella, Castellanza, Cislago, Fagnano Olona, Ferno, Gerenzano, Gorla Maggiore, Gorla Minore, Lonate Pozzolo, Marnate, Olgiate Olona, Origgio, Samarate, Saronno, Solbiate Olona, Somma Lombardo, Uboldo e Vizzola Ticino.

### Eletti
| Elezione | Elezione                | Senatore                 | Partito                  |
| -------- | ----------------------- | ------------------------ | ------------------------ |
|          | 1994                    | Francesco Enrico Speroni | Polo delle Libertà (LN)  |
|          | 1996                    | Antonio Tomassini        | Polo per le Libertà (FI) |
| 2001     | Casa delle Libertà (FI) | Antonio Tomassini        |                          |

### Dati elettorali

#### XII legislatura
|                               | Francesco Enrico Speroni ✔️ Eletto | Polo delle Libertà           | 93 748  | 52,97 |  |  |  |  |  |
|                               | Florindo Riatti                    | Progressisti                 | 29 989  | 16,95 |  |  |  |  |  |
|                               | Osvaldo Attolini                   | Patto per l'Italia           | 23 460  | 13,26 |  |  |  |  |  |
|                               | Antonio Gianni Ugazio              | Alleanza Nazionale           | 10 420  | 5,89  |  |  |  |  |  |
|                               | Ubaldo Camnasio                    | Lega Alpina Lumbarda         | 7 629   | 4,31  |  |  |  |  |  |
|                               | Roberto Papavero                   | Lista Pannella-Riformatori   | 5 961   | 3,37  |  |  |  |  |  |
|                               | Martina Fornoni                    | Partito Pensionati           | 2 946   | 1,66  |  |  |  |  |  |
|                               | Giorgio Garzoli                    | Lega di Angela Bossi         | 1 790   | 1,01  |  |  |  |  |  |
|                               | Giovanna Canova                    | Partito della Legge Naturale | 1 031   | 0,58  |  |  |  |  |  |
| Totale                        | Totale                             | Totale                       | 176 974 | 100   |  |  |  |  |  |
|                               |                                    |                              |         |       |  |  |  |  |  |
| Voti non validi               | Voti non validi                    | Voti non validi              | 8 469   | 4,57  |  |  |  |  |  |
| Votanti                       | Votanti                            | Votanti                      | 185 443 | 99,70 |  |  |  |  |  |
| Elettori                      | Elettori                           | Elettori                     | 186 000 |       |  |  |  |  |  |
|                               |                                    |                              |         |       |  |  |  |  |  |
| Data: 27-28 marzo 1994        |                                    |                              |         |       |  |  |  |  |  |
| Fonte: Ministero dell'interno |                                    |                              |         |       |  |  |  |  |  |

#### XIV legislatura
|                               | Antonio Tomassini ✔️ Eletto | Casa delle Libertà                       | 83 121  | 46,61 |  |  |  |  |  |
|                               | Giovanni Canziani           | L'Ulivo                                  | 52 888  | 29,66 |  |  |  |  |  |
|                               | Pierangelo Brivio           | Lega per l'Autonomia - Alleanza Lombarda | 11 182  | 6,27  |  |  |  |  |  |
|                               | Virginio Bettini            | Partito della Rifondazione Comunista     | 8 135   | 4,56  |  |  |  |  |  |
|                               | Gilberto Lanfranco          | Lista Di Pietro                          | 6 220   | 3,49  |  |  |  |  |  |
|                               | Tullio Cesare Bossetti      | Va' Pensiero Padania                     | 4 430   | 2,48  |  |  |  |  |  |
|                               | Donatella Furlan            | Lista Pannella-Bonino                    | 4 076   | 2,29  |  |  |  |  |  |
|                               | Giovanni Pedrinelli         | Democrazia Europea                       | 3 779   | 2,12  |  |  |  |  |  |
|                               | Vincenzina Luigia Tacca     | Fiamma Tricolore                         | 1 640   | 0,92  |  |  |  |  |  |
|                               | Egidia Baratta              | Partito Pensionati                       | 1 551   | 0,87  |  |  |  |  |  |
|                               | Umile Aiello                | Forza Nuova                              | 543     | 0,30  |  |  |  |  |  |
|                               | Bruno Piasini               | Partito Liberal-Popolare                 | 388     | 0,22  |  |  |  |  |  |
|                               | Adelio Fantinelli           | Liberaldemocratici Basta                 | 373     | 0,21  |  |  |  |  |  |
| Totale                        | Totale                      | Totale                                   | 178 326 | 100   |  |  |  |  |  |
|                               |                             |                                          |         |       |  |  |  |  |  |
| Voti non validi               | Voti non validi             | Voti non validi                          | 9 184   | 4,90  |  |  |  |  |  |
| Votanti                       | Votanti                     | Votanti                                  | 187 510 | 86,93 |  |  |  |  |  |
| Elettori                      | Elettori                    | Elettori                                 | 215 705 |       |  |  |  |  |  |
|                               |                             |                                          |         |       |  |  |  |  |  |
| Data: 13 maggio 2001          |                             |                                          |         |       |  |  |  |  |  |
| Fonte: Ministero dell'interno |                             |                                          |         |       |  |  |  |  |  |